# 헬마 잔더스 브람스

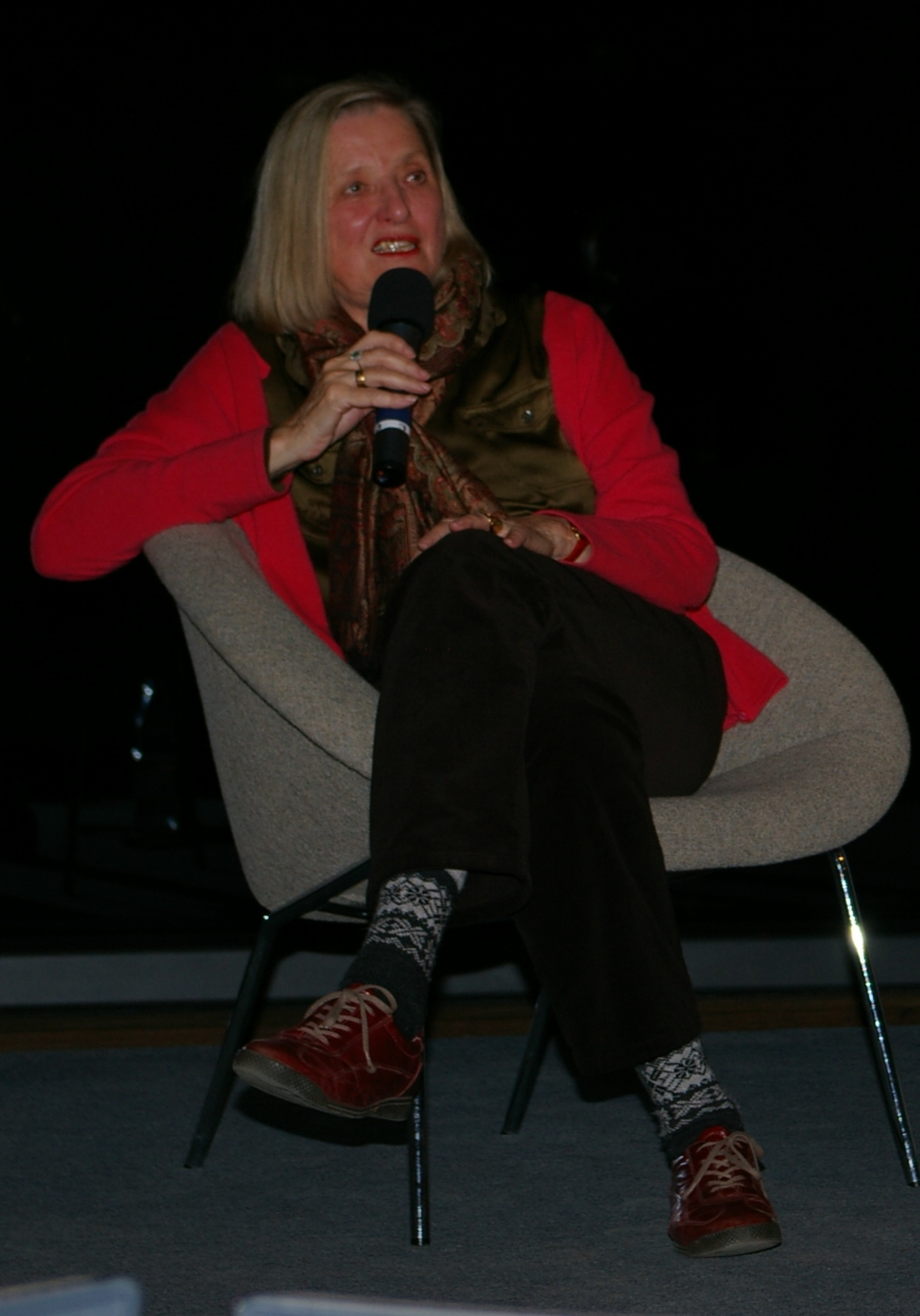

헬마 잔더스 브람스(Helma Sanders-Brahms, 1940년 11월 20일 ~ 2014년 5월 27일)는 독일의 영화 감독, 각본가, 영화 프로듀서, 텔레비전 감독, 텔레비전 프로듀서, 배우, 영화배우이다.
엠덴에서 태어났으며 베를린에서 사망하였다. 사인은 암이다.  베를린에 매장되었다.

## 영화
- 클라라 (2008년)
- 물고기들의 영화 (2001년)
- 뤼미에르와 친구들 (1995년)
- 독일, 창백한 어머니 (1980년)
- 언더 더 페이브먼트 라이스 더 스트랜드 (1975년)